# Serra de la Garriga (Camarasa)
|  | Aquest article tracta sobre la Serra de la Garriga a Camarasa. Vegeu-ne altres significats a «Serra de la Garriga (Odèn)». |

La Serra de la Garriga és una serra situada al municipi de Camarasa (Noguera), amb una elevació màxima de 623,4 metres.